# Wirów-Kolonia
Wirów-Kolonia – kolonia wsi Wasilew Skrzeszewski w Polsce położona w województwie mazowieckim, w powiecie sokołowskim, w gminie Repki.
Dawniej była to kolonia wsi Wirów, od 1 stycznia 1973 w gminie Jabłonna Lacka. 5 października 1973 Wirów-Kolonię odłączono od sołectwa Wirów w gminie Jabłonna Lacka i włączono do sołectwa Wasilew Skrzeszewski w gminie Repki.
W latach 1975–1998 miejscowość administracyjnie należała do województwa siedleckiego.